# Kenk
Kenk és la denominació del conjunt de pobles indígenes de l'Argentina, principalment els abans anomenats "pampes" (al nord) i tehueltxes (al sud) i avui dia anomenats en conjunt kenks o també tehueltxes. El nom de kenk (amb diverses variants) és el que vol dir "gent" en totes les llengües. Abracen per tant una àmplia extensió del territori de l'Argentina, encara que el seu nombre és reduït.
Les seves divisions són:
- kenks insulars: ones o selknam, i manekenk o haush, a Tierra del Fuego (els segons estan extingits en línia pura).
- kenks continentals: 
  - kenks meridionals: 
    - kenks meridionales australs (aónik'enk, patagons o chewelches): des de l'estret de Magallanes al riu Santa Cruz; parlen el aonek'o 'a'jen.
    - kenks meridionales boreals (mech'arn): des del riu Santa Cruz al riu Chubut; parlaven la llengua teushen (téwsün) però han estat absorbits pels seus veïns aonikenk

  - kenks septentrionals: 
    - kenks septentrionales australs (günün-a-künna: "gent per excel·lència", són els antics pampes, puelxes o serrans): des dels rius Negro i Limay fins al riu Chubut al sud, i en zones al sud de les províncies de Buenos Aires, Córdoba, Mendoza, Santa Fe y sud-est de La Pampa. Parlen la llengua gününa iájech. D'aquest poble es va arribar a formar una branca separada, els chüwach-a-künna ("gente de la vora de la cordillera") ja extingits.
    - kenks septentrionals boreals del grup dels querandís i els puelxes del nord del Neuquén, parlaven la llengua querandi. Foren els ancestres dels moderns tehueltxes.

## Banderes[1]
El kenk (günnün-a-künna) de Río Negro bandera horitzontal blanca (2/3) i blava (1/3). sobre la base s'aixeca un triangle verd dins a 2/3 de l'altura. Al pal hi ha un disc groc amb quatre potes que simbolitza el sol i al vol mitja lluna mirant al pal i estel, blaus; hi ha 17 petites estrelles blanques de línia negre distribuïdes per tot el blanc; dins el ver hi ha una mena de muntanya estreta blanca coronada per tres anells seguits (roig-groc-blau) formant un disc el centre del qual és verd.
Els oanikenk de Santa Cruz, bandera horitzontal dividida en dos parts, la superior blanca amb un triangle negre al centre amb base a la part inferior del blanc. L'altra meitat és marró al pal i blau al vol, estant dividida per un trapeci negre dins del qual les quatre estrelles de la creu del sud grogues. Aquesta bandera fou adoptada el 22 de maig de 2012. El fons superior blanc representa la integritat i fortalesa de la població (somos fuertes); la fletxa vertical negra que formen les parts negres, deriva d'una pedra treballada pels ancestres, que marca la riquesa cultural del poble; el color negre representa la sang vessada pels avant-passats, que quan cau a la terra, i al passar el temps, esdevé de color negre; els dos triangles simbolitzen la igualtat, ja que els kenk meridionals es consideren iguals, ciutadans amb els mateixos drets igual que qualsevol altre habitant. El color marró representa el color de la terra i simbolitza la condició d'originaris, que ocupaven la terra abans de l'existència dels estats moderns. El color blau és el color de la mar i simbolitza la justícia i lleialtat i que el poble és just i lleial i la terra que habiten s'estén fins a la mar. Les quatre estrelles representen la creu del sud que els ubica geogràficament. En algunes banderes els estels apareixen de quatre puntes i en altres de sis, però mai de cinc.
El kenk (ketin) elk'nam haus o ona de Terra del Foc, bandera horitzontal dividida en dos parts, la superior vermell fosc amb les quatre estrelles de la creu del sud en groc a la part propera al pal, i la inferior blanca, separades les dues parts per una llança negra que surt del pal però no arriba al vol.
I el tehueltxes (kenk o künna) de Chubut tenen la bandera tehueltxe pròpia.